# Hải cẩu Weddell
Hải cẩu Weddell (danh pháp hai phần Leptonychotes weddellii) là một loài động vật có vú trong họ Hải cẩu thật sự, bộ Ăn thịt. Loài này được Lesson mô tả năm 1826. Đây là loài duy nhất trong chi Leptonychotes.

## Hình ảnh

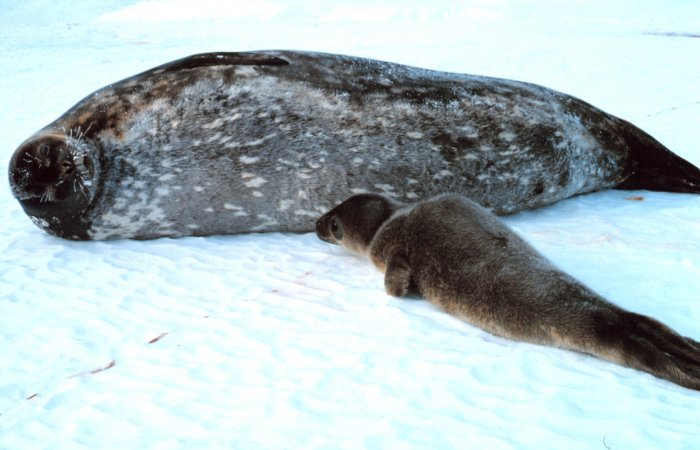
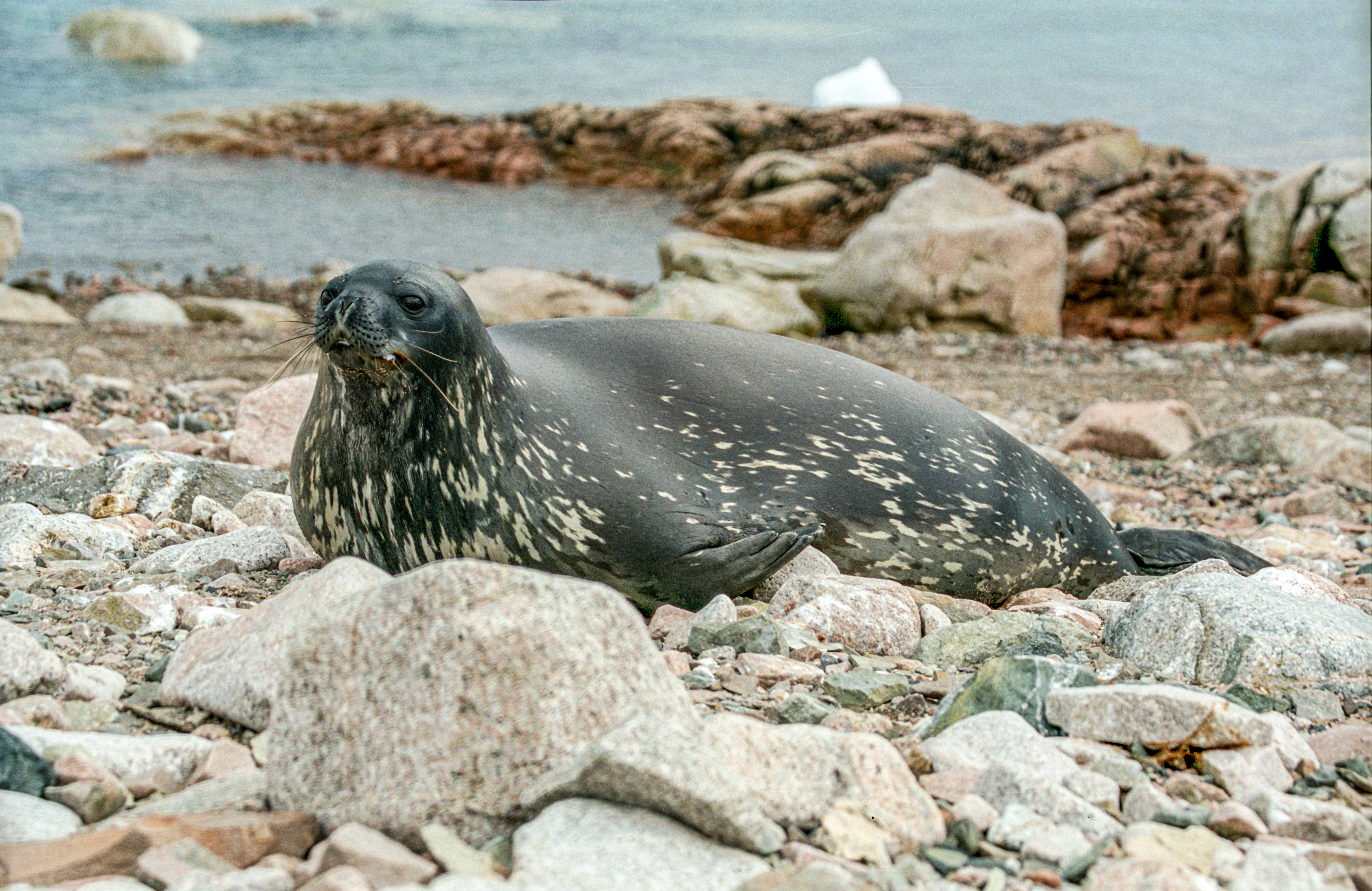
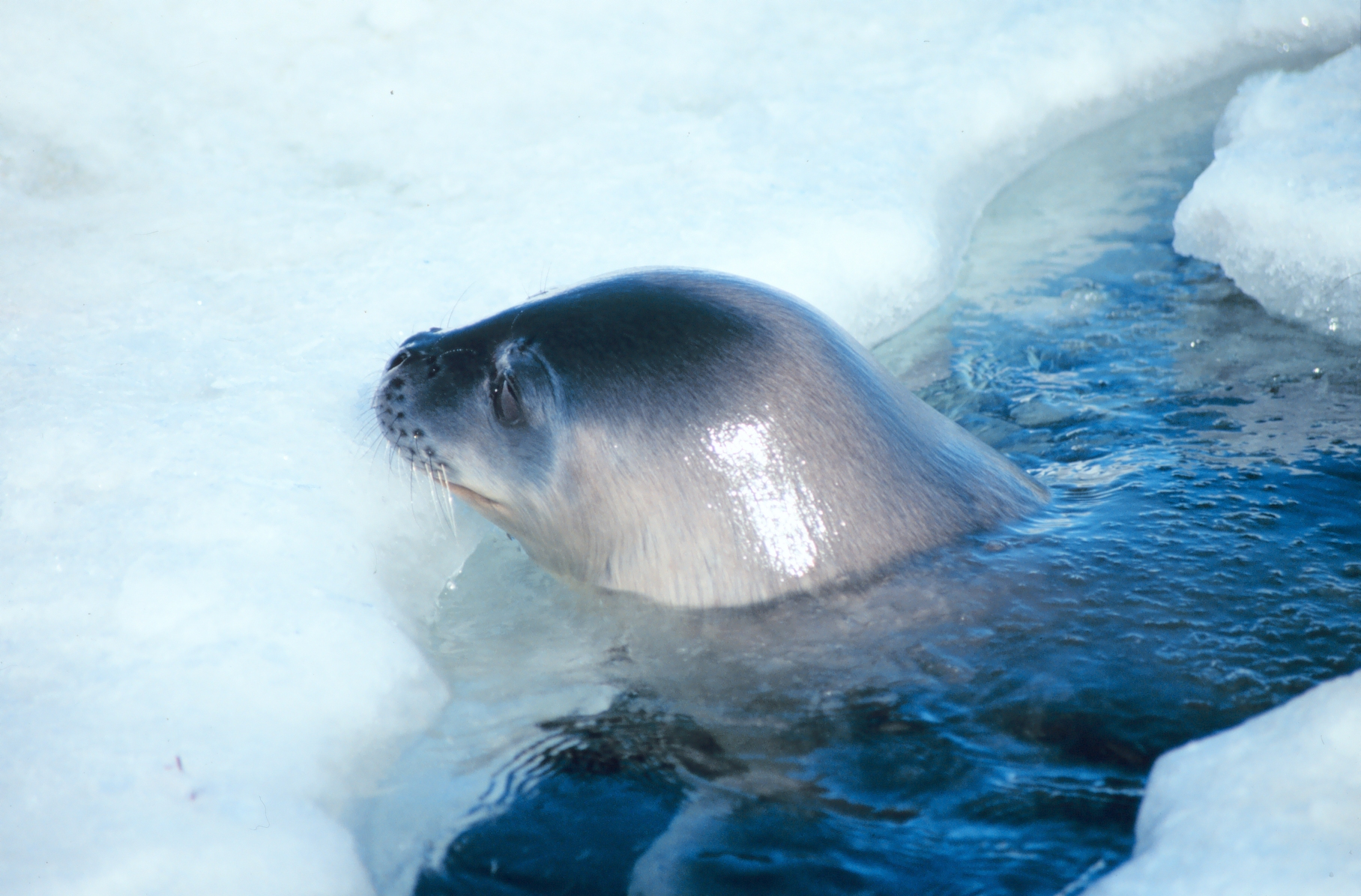
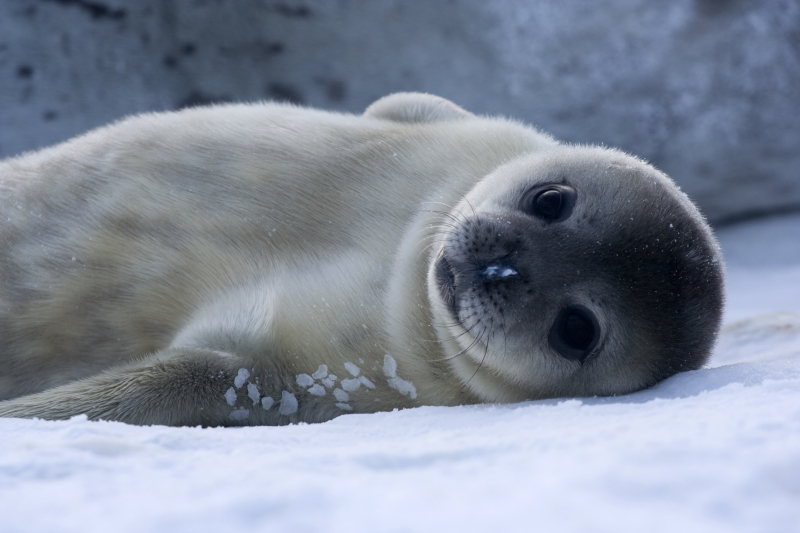